# 新しいカギ
『新しいカギ』（あたらしいカギ、英: NEW KEY 、The New Key）は、フジテレビ系列で2021年4月23日から放送されている総合お笑いバラエティ番組。略称は「新カギ」（あたかぎ）。

## 概要
霜降り明星、チョコレートプラネット、ハナコをメインキャストに据えた総合お笑いバラエティ番組。開始当初はコントをメインにゲーム・トークなどのさまざまな企画に取り組んでいたが、のちに内容が変わり学校ロケや学生との交流とコントがメインの番組となっている（後述）。
番組タイトルには、「これからのお笑いやテレビのキーパーソンたち（カギを握る実力のあるお笑い芸人たち）」という意味が込められている。
2021年1月3日に放送されたパイロット版が好評であったことから、同年の4月改編で、金曜20時台でレギュラー化して放送開始した。
2021年10月16日からはかつて『オレたちひょうきん族』『ウッチャンナンチャンのやるならやらねば!』『めちゃ×2イケてるッ!』といった総合バラエティ番組が放送されてきたいわゆる“バラエティ伝統枠”として知られる、土曜20時台（通称『土8』枠）に放送時間を移動した。
なお、2023年5月の一時期を除き、開始当初からほとんどの回で2時間 - 4時間10分の拡大版で放送している。
NGシーンや舞台裏、コントのディレクターズカット版が番組公式YouTubeで配信されている。
2024年2月24日の放送回にて当番組をベースにした『FNS27時間テレビ 日本一楽しい学園祭!』の生放送、及び霜降り明星・チョコレートプラネット・ハナコの3組が総合司会を務めることが発表された。「日本一楽しい学園祭」をテーマにし、レギュラーコーナーの「学校かくれんぼ」、「カギダンスバトル」の拡大版などが放送された。詳細は当該項目を参照。

## 番組の沿革

### 金曜20時枠時代
『ピカルの定理』や『超ハマる!爆笑キャラパレード』などのお笑い番組を担当した木月洋介の演出のもと、開始当初からコントやショートコーナーを中心に構成されており、長田が何をするにも力が入りまくる男を演じる『力見引っ越しセンター』や松尾演じる何でも飛び上がってしまう男「飛美男」と鷲見玲奈が演じる「レイナ」への片思いを描く『ぶっとび！飛美男くん』などが展開されていた。加えて拡大スペシャルでは音楽・トーク企画が構成されていた。一貫して録画や配信での視聴者を考慮した演出があり、番組の後半には、視聴者参加型コーナーや、その日の番組で登場した「仕掛け」を発表するコーナーも放送。しかし、世帯視聴率は当初から4パーセント前後を推移するなど苦戦が続き、長田は「数字が厳しくて、何やっていいか分からない感じで、スタッフも演者もピリピリしてた感じになっていた。」と回顧している。

### 土曜20時枠時代
2021年10月の土8枠への移動後からはファミリー層への訴求をねらいロケ企画を増やし、総合バラエティへと軌道修正を図った。賭博黙示録カイジのキャラクターに扮したメンバーがリゾート施設を巡る『賭博黙示録！バカイジ ギャンブル旅』やなにわ男子ならぬ『はこね男子』に扮した松尾・せいや・岡部がゲストとともに音楽活動や大型アトラクションに臨む企画などが展開された。世帯視聴率は引き続き低迷が続いたが、C層（男女4〜12歳）のコア視聴率は着実に上昇していた。

#### 「学校企画」の開始
総合バラエティへ転換しコア視聴率が上昇する中で、2022年5月より木月は番組をさらにもう一歩進化させるためにカギメンバーの7人がより輝く策の検討を開始。それと同時期の2022年4月16日には金曜時代のコント企画から派生した『高校生クイズ何問目？』の第1回を放送し、カギメンバーと高校生とのガチンコ対決による『青春感』に手応えを掴んだ。そしてカギメンバーの7人がより輝くための策として、学校へ行くと盛り上がるのではという仮定のもと新企画を検討。番組の構成作家である竹村武司の案で2022年11月12日にカギメンバーが学校を乗っ取り、全校生徒とかくれんぼで勝負する新企画『学校かくれんぼ』が開始。その初回の評判が良かったことから2023年1月14日放送分の冒頭にて『学校かくれんぼ』の第2回を放送すると、視聴率が過去に見たことのない右肩上がりに。視聴率においてはコア層(13～49歳)や、ティーン層(13～19歳)、キッズ層(4～12歳)のカテゴリーで横並びトップをマークし、番組ホームページでの参加希望の応募総数は1万5,000件を超える状況となった。
そこから『高校バスケ全国制覇への道』『学校の先生と漫才グランプリ』『ティーチャーをさがせ！』などの学校企画を多数開始させ、全国の高校を訪問もしくは高校生をスタジオへ招き、カギメンバーが賞品を賭けて学生と交流する企画がメインとなり、サブコンテンツとしてコントが数本放送される構成に切り替えた。
2023年のフジテレビの人事異動にて木月がバラエティ制作センターから異動をしたのに伴い、かつてフジテレビで放送された学園バラエティ『BACK TO SCHOOL!』を演出した田中良樹に演出を交代した。
2023年12月2日に放送された総集編『学校かくれんぼ！1年間の激闘を総ざらいSP』は、2023年12月度月間ギャラクシー賞を受賞した。その中では「芸能人の知名度を活かしたテレビならではの企画。出演者や美術スタッフが楽しそうにしているのが印象的で、探す生徒たちの笑顔が実にいい」と選評された。
2024年7月27日に放送された『せいやの母校で学校かくれんぼ！27時間テレビを経て…新章突入SP！』は、ドイツの国際映像祭「ワールド・メディア・フェスティバル2025」における「Children＆Youth：Omnia Open（子供と若者・オープン）」部門で銀賞を受賞した。

## 出演者

### カギメンバー（レギュラー）
- チョコレートプラネット（松尾駿・長田庄平）
- 霜降り明星（せいや・粗品）
- ハナコ（岡部大・秋山寛貴・菊田竜大）

### 準レギュラー
コントの助演のほか、一部コーナーのアシスタント・見届け人を担当する。「27時間テレビ2024」にも出演したメンバーは★で表記。
- 丸山礼★ - 「新海まこ」「イケメン陽キャには騙されない♡」など
- 岡崎紗絵★ - 「サエちゃんと大ちゃん」など
- 山崎怜奈★ - 「高校生クイズ何問目？」公式サポーター
- あの★ - 「学校かくれんぼ」全日本かくれんぼ協会準会員 など
- 高月彩良 - 「ヒロシの夢」など
- 古畑星夏 - 「ギロッポンクラス」など
- 二階堂高嗣（Kis-My-Ft2） - 「ビジュアル系バンドの日常」「バクバクさんのつくってあそぼ」など
- ヒコロヒー - 「歌のアニキと姐さん」「トリオ芸人」など
- 鷲見玲奈 - 「ぶっとび!飛美男くん」
- 菊池風磨(Sexy Zone→timelesz)★ - 「イケメン陽キャには騙されない♡」
- 上垣皓太朗（フジテレビアナウンサー）★-「名曲大好き!土8先生」など

## 放送リスト

### パイロット版
ハナコは、収録期間中新型コロナウイルス感染により療養していたため、オープニングにはクレジットされていたが全てのコント・コーナーに参加できなかった。
| 回   | 放送日       | 放送時間       | コント | 企画・コーナー                                        | ゲスト                                                                                                   | 備考 |
| ---- | ------------ | -------------- | --- | ----------------------------------------------------- | --- | ---- |
| 特番 | 2021年1月3日 | 23:25 - 翌0:25 | UzerEats ウーザーイーツ 大御所演歌歌手 万丈目吾郎 すぐに舞い上がっちゃう ぶっとび!飛美男くん 学園ドラマ 恋するせい子物語 | お笑いの教場 つっこみの達人 キレてるよ!マッチョゲーム | 井上清華（フジテレビアナウンサー） 岩倉美里（蛙亭） ガンバレルーヤ 白石聖 新庄剛志 羽瀬川なぎ 眞栄田郷敦 |      |

### レギュラー版
| 回 | 放送日   | 放送時間      | コント | 企画・コーナー | ゲスト | 備考                                                                                                |
| -- | -------- | ------------- | --- | --- | --- | --------------------------------------------------------------------------------------------------- |
| 1  | 4月23日  | 20:00 - 21:58 | 岡部のプロポーズ サカガミくんとオオタくん UzerEats ウーザーイーツ 名もなき島 運命の出会い ギリギリセーフ 元Jリーガー蹴人 すぐに舞い上がっちゃう ぶっとび!飛美男くん とったもん出せ! ぶらりシャドーボクシングの旅 | つっこみの達人 AIがジャッジ!発音カラオケ 突然ですが辛なってもいいですか? 今夜のカギ                                                                        | 生見愛瑠 川栄李奈 浜辺美波 藤本万梨乃（フジテレビアナウンサー） | |
| 2  | 5月14日  | 20:00 - 21:58 | 力見引越センター サカガミくんとオオタくん ギリギリセーフ クイズ何問目? UzerEats ウーザーイーツ 元Jリーガー蹴人 W富美男 すぐに舞い上がっちゃう ぶっとび!飛美男くん 賭博黙示録!バカイジ FIFTEEN 伝説の剣 ケガレなき者たち 運命を託したい男 ナゾトキヤンキー ぶらりシャドーボクシングの旅                                | つっこみの達人 焼肉ソシナ 投稿コント大賞! 今夜のカギ | 犬も食わねぇよ。 小池栄子 橋本乃依 | |
| 3  | 5月28日  | 20:00 - 21:58 | 力見引越センター サカガミくんとオオタくん ハラスメント ギリギリセーフ 運命の出会い UzerEats ウーザーイーツ 急にコントが始まる クイズ何問目? 賭博黙示録!バカイジ すぐに舞い上がっちゃう ぶっとび!飛美男くん どうすればいい? W富美男 イケメン陽キャには騙されない♡ FIFTEEN                                              | つっこみの達人 AIがジャッジ!発音カラオケ 投稿コント大賞! 今夜のカギ                                                                                        | みかん Mr.シャチホコ 山之内すず | |
| 4  | 6月25日  | 20:00 - 21:58 | 急にコントが始まる ヒロシの夢 UzerEats ウーザーイーツ 力見引越センター 元Jリーガー蹴人 エキストラアヤベ 天狗ですみません みちゅとゆめぽてとそし子とせい子♡ ギリギリセーフ 集合! 約束なき島 賭博黙示録!バカイジ ロマンとヒモ男 イケメン陽キャには騙されない♡ FIFTEEN 3年B組テレビノリ先生 ぶらりシャドーボクシングの旅 | つっこみの達人 超逆境クイズバトル!! 9人くらいの壁 投稿コント大賞!                                                                                          | 川端結愛 白石聖 鈴木芳彦（フジテレビアナウンサー） 長谷川美月 | |
| 5  | 7月2日   | 20:00 - 21:58 | 隣の部屋が… 力見引越センター 覚醒 賭博黙示録!バカイジ UzerEats ウーザーイーツ すぐに舞い上がっちゃう ぶっとび!飛美男くん 天狗ですみません ギリギリセーフ サカガミくんとオオタくん FIFTEEN ナゾトキヤンキー ぶらりシャドーボクシングの旅                                                                               | つっこみの達人 AIがジャッジ!発音カラオケ 突然ですが辛なってもいいですか?                                                                                   | 小芝風花 虹色侍 みかん ミラクルひかる | |
| 6  | 7月16日  | 20:00 - 21:58 | UzerEats ウーザーイーツ 僕の彼女♡ サカガミくんとオオタくん ヴィジュアル系の日常 クイズ何問目 透明人間の夢 力見引越センター W富美男 すぐに舞い上がっちゃう ぶっとび!飛美男くん エキストラアヤベ FIFTEEN ギリギリセーフ音頭 未来のソーリくん                                                                            | 笑わせNightDoctor つっこみの達人 AIがジャッジ!発音カラオケ 投稿コント大賞! ショートムービー対決! ドラマチック選手権                                        | 荒牧陽子 岸優太（King & Prince） Mr.シャチホコ | |
| 7  | 8月6日   | 20:00 - 21:00 | 辛口の真夏井先生 運命の出会い ヴィジュアル系の日常 力見引越センター せいや3分ルッキング すぐに舞い上がっちゃう ぶっとび!飛美男くん クイズ何問目 みちゅとゆめぽてとそし子とせい子♡ 娘の彼氏はYouTuber イケメン陽キャには騙されない♡ セールスマン売岡 ギリギリセーフ音頭 サカガミくんとオオタくん                       | 笑わせNightDoctor | 川端結愛 岸優太（King & Prince） トラウデン直美 長谷川美月 山﨑天（櫻坂46） | |
| 8  | 8月13日  | 20:00 - 21:58 | 東京むちゃぶリベンジャーズ クイズ作家ヤノとヒダカ ふしぎ駄菓子屋鍵天堂 緊急来日!超催眠術師・オサゲラーの真実 すぐに舞い上がっちゃう ぶっとび!飛美男くん 天狗ですみません 元Jリーガー蹴人 ギリギリセーフ 賭博黙示録!バカイジ イケメン陽キャには騙されない♡ FIFTEEN 笑ってんじゃね～よ ぶらりシャドーボクシングの旅     | つっこみの達人 バクバクさんのつくってあそぼ 突然ですが辛なってもいいですか? 投稿コント大賞!                                                                | 秋元真夏（乃木坂46） 川島海荷 那須川天心 花澤香菜 間宮祥太朗 土生瑞穂（櫻坂46） 山﨑天（櫻坂46） 渡邉理佐（櫻坂46）                                                                                    | |
| 9  | 8月27日  | 19:00 - 21:58 | プロポーズ-辛口の真夏井先生- UzerEats ウーザーイーツ 力見引越センター すぐに舞い上がっちゃう ぶっとび!飛美男くん サカガミくんとオオタくん 東京むちゃぶリベンジャーズ 殉職 ギリギリセーフ 万引き犯 ヒロシの夢 正義とは? 運命の出会い ギリギリセーフ音頭                                                                | つっこみの達人 ゴリエ復活 Pecori Night 2021 笑わせNightDoctor 賭博黙示録!バカイジ in 箱根ギャンブル旅                                                      | ゴリ（ガレッジセール） 間宮祥太朗 岸優太（King & Prince） 高橋ひかる 恒松祐里 長濱ねる | テレビ新広島は、プロ野球中継の為8月29日の13:00 - 15:00に2時間バージョンに短縮して遅れネットで放送。 |
| 10 | 9月10日  | 20:00 - 21:58 | UzerEats ウーザーイーツ 表敬訪問 万引き犯 サカガミくんとオオタくん イケメン陽キャには騙されない♡ ロマンとヒモ男 すぐに舞い上がっちゃう ぶっとび!飛美男くん コケなき島 | つっこみの達人 大噛みくんには騙されない スケボーゴン攻め ビッタビタ選手権 焼肉ソシナ                                                                       | 伊藤桃々 加藤ナナ なえなの 倉田大誠（フジテレビアナウンサー） 今田耕司 阿部華也子 花澤香菜 | |
| 11 | 10月16日 | 19:00 - 21:00 | ヒロシの夢 力見なんでもセンター おさゆきの部屋 とったもん出せ! 月9の夜に… クイズ何問目? 隣の部屋が… ドラフト会議 | 7つのバター、1つだけ超ビター つっこみの達人 プロフェッショナル 土8の流儀 サカガミくんとオオタくん スポーツの秋SP バクバクさんのつくってあそぼ 出張UzerEats | 長州力 ウルフ・アロン 加納虹輝 見延和靖 山田優 ゴリ（ガレッジセール） 馬瓜エブリン 深田恭子 郷ひろみ                                                                                                   | この回から土曜日での放送に移動。                                                                    |
| 12 | 10月30日 | 19:00 - 21:00 | 辛口の真夏井先生 元Jリーガー蹴人 ヴィジュアル系の日常 おさゆきの部屋 万引き犯 天狗ですみません 珍生物 ギリギリセーフ ～ゾンビに甘噛みされた男・ギリ田～ イケメン陽キャには騙されない♡ ルパンの娘 土8版 ふしぎ駄菓子屋 鍵天堂 クイズ何問目? 仮想通貨                                                                   | つっこみの達人 賭博黙示録!バカイジ in 伊豆・伊東 秋の美食ギャンブル旅                                                                                      | 長州力 山之内すず 山本舞香 小沢真珠 瀬戸康史 どんぐり 土生瑞穂（櫻坂46） 山﨑天（櫻坂46） 渡邉理佐（櫻坂46）                                                                                           | |
| 13 | 11月13日 | 20:00 - 21:00 | フラッシュモブ おさゆきの部屋 天狗ですみません 万引き犯 応援を呼べ! ニューヨーカーエキストラ アヤベ | 土竜の唄 土8版 スケボーゴン攻め ビッタビタ選手権 | 生田斗真 三池崇史 浮所飛貴（美 少年） 岸優太（King & Prince） 藤井流星（ジャニーズWEST） 倉田大誠（フジテレビアナウンサー）                                                                            | |
| 14 | 12月11日 | 19:00 - 21:00 | とったもん出せ! おさゆきの部屋 力見なんでもセンター 天狗ですみません ヴィジュアル系の日常 イケメン陽キャには騙されない♡ すぐに舞い上がっちゃう ぶっとび!飛美男くん 未来のサンタ | バクバクさんのつくってあそぼ ウイカゲーム AIがジャッジ!発音カラオケ                                                                                        | ザ・マミィ 空気階段 武井壮 加納虹輝 見延和靖 山田優 ファーストサマーウイカ 小野まじめ（クールポコ。） 河合郁人（A.B.C-Z） 斎藤司（トレンディエンジェル） どぶろっく 志田未来 阿部華也子 ウルフ・アロン | [ 注 5 ]                                                                                            |
| 15 | 12月18日 | 19:00 - 21:00 | 都道府県魅力度ランキング 顔だけセンセイ おさゆきの部屋 未来の老人 力見なんでもセンター 絶体絶命のピンチ イケメン陽キャには騙されない♡ ニューヨーカーエキストラ アヤベ | AIがジャッジ!発音カラオケ 本物歌手SP 焼肉ソシナ | 華原朋美 高橋洋子 荒牧陽子 みかん Mr.シャチホコ ジャニーズWEST ヒロミ | |

| 回     | 放送日        | 放送時間      | コント | 企画・コーナー | ゲスト | 備考                                                 |
| ------ | ------------- | ------------- | --- | --- | --- | ---------------------------------------------------- |
| 16     | 1月8日        | 20:00 - 21:00 | おさゆきの部屋 辛口の真夏井先生 割引クーポン 未来の老人 応援を呼べ! | スターがっかり㊙︎報告 つっこみの達人 | 向清太朗（天津） つるの剛士 島田珠代 華原朋美 茂出木浩司 |                                                      |
| 17     | 1月15日       | 19:00 - 21:00 | 力見なんでもセンター ドッキリでした! おさゆきの部屋 未来の老人 ギリギリセーフ ～ゾンビに甘噛みされた男・ギリ田～ 辛口の真夏井先生 クイズ作家 ヤノとヒダカ 隣の部屋が… 番犬・ケルベロス                          | 賭博黙示録!バカイジ in 京都 冬のギャンブル旅 | 伊藤俊介（オズワルド） 浜辺美波 武元唯衣（櫻坂46） 藤吉夏鈴（櫻坂46） 森田ひかる（櫻坂46） 長澤まさみ |                                                      |
| 18     | 1月29日       | 20:00 - 21:00 | UzerEats ウーザーイーツ カキーンファイブ おさゆきの部屋 ヒロシの夢 | スベッテルと言う勿れ 箱根ソープウェイ選手権 クイズ作家 ヤノとヒダカの楽屋横断ウルトラクイズ                                                         | 桐山照史（ジャニーズWEST） 藤井流星（ジャニーズWEST） 濵田崇裕（ジャニーズWEST） 渡辺和洋（フジテレビアナウンサー） 野村周平 土屋太鳳 山田涼介（Hey!Say!JUMP） |                                                      |
| 19     | 2月5日        | 20:00 - 21:00 | UzerEats ウーザーイーツ ヴィジュアル系の日常 ふしぎ駄菓子屋 鍵天堂 おさゆきの部屋 僕の冬休み | スベッテルと言う勿れ スターがっかり㊙︎報告 つっこみの達人 バズり地獄が呼んでいる                                                                     | パンツェッタ・ジローラモ 渋谷凪咲（NMB48） 海原はるか（海原はるか・かなた） 島田珠代 葵わかな 土生瑞穂（櫻坂46） 山﨑天（櫻坂46） 渡邉理佐（櫻坂46） |                                                      |
| 20     | 2月19日       | 20:00 - 21:00 | バチェ田バチェ男 ヴィジュアル系の日常 おさゆきの部屋 新犯人フラグ | スベッテルと言う勿れ 箱根ソープウェイ選手権 粗品結婚記念!大黒柱チャレンジ                                                                           | 河合郁人（A.B.C-Z） 橋本良亮（A.B.C-Z） 五関晃一（A.B.C-Z） 錦鯉 とにかく明るい安村 生駒里奈 |                                                      |
| 21     | 3月5日        | 20:00 - 21:00 | 唄のアニキと唄の姐さん バチェ田バチェ男 人生2回目!ビッグベイビーせいやちゃん おさゆきの部屋 万引き犯 | 賭博黙示録!バカイジin富士山 つっこみの達人 | 野田クリスタル（マヂカルラブリー） ゆりやんレトリィバァ ハリウッドザコシショウ |                                                      |
| 22     | 3月12日       | 20:00 - 21:00 | Pパーキング 分類学上は UzerEats ウーザーイーツ | スベッテルと言う勿れ 箱根ソープウェイ選手権 静かにせいや つっこみの達人                                                                             | 小島よしお 駒場孝（ミルクボーイ） 戸田恵子 ハリウッドザコシショウ ゆりやんレトリィバァ 野田クリスタル（マヂカルラブリー） 深澤辰哉（Snow Man） 宮舘涼太（Snow Man） 渡辺翔太（Snow Man） 池田美優                                                                             |                                                      |
| 23     | 4月9日        | 20:00 - 21:00 | UzerEats ウーザーイーツ 未来の老人 おさゆきの部屋 力見なんでもセンター バチェ田バチェ男 スカウトマン 地獄の番犬ケルベロス 美人OL殺人事件                                                                        | 箱根ソープウェイ選手権 静かにせいや | お見送り芸人しんいち ランジャタイ 中村海人（Travis Japan） 松倉海斗（Travis Japan） 松田元太（Travis Japan） 宮近海斗（Travis Japan） 古川優奈 見取り図 |                                                      |
| 24     | 4月16日       | 20:00 - 21:00 | 未来の老人 おさゆきの部屋 バチェ田バチェ男 クイズ何問目? ヘンケンさん なにわ男子VSはこね男子 万引き犯 | バズりサウナ 高校生クイズ何問目? 静かにせいや | 大西流星（なにわ男子） 長尾謙杜（なにわ男子） 西畑大吾（なにわ男子） |                                                      |
| 25     | 4月23日       | 19:00 - 21:00 | ネガティブすぎる陰ミカの陰スタライブ 未来の老人 おさゆきの部屋 自転車の練習 力見なんでもセンター デスゲーム ふしぎ駄菓子屋 鍵天堂 結婚のあいさつ UzerEats ウーザーイーツ 地獄の番犬ケルベロス                   | 箱根ソープウェイ選手権 元カレの遺言状 ココなら絶対コレでしょ！おそろい松さん クイズ作家 ヤノとヒダカの楽屋横断ウルトラクイズ 静かにせいや           | 大西流星（なにわ男子） 長尾謙杜（なにわ男子） 西畑大吾（なにわ男子） JP 原口あきまさ 長谷川忍（シソンヌ） 市川美余 松下奈緒 おいでやす小田 窪田正孝 本田翼 広瀬アリス 土生瑞穂（櫻坂46） 山﨑天（櫻坂46） 渡邉理佐（櫻坂46）                                                  |                                                      |
| 26     | 4月30日       | 20:00 - 21:00 | ネガティブすぎる陰ミカの陰スタライブ バチェ田バチェ男 粋な寿司屋 未来の老人 おさゆきの部屋 ヒロシの夢 | 元カレの遺言状 箱根ソープウェイ選手権 | 大橋和也（なにわ男子） 高橋恭平（なにわ男子） 藤原丈一郎（なにわ男子） 田中卓志（アンガールズ） 長谷川忍（シソンヌ） 横川尚隆 市川美余 |                                                      |
| 27     | 5月14日       | 19:00 - 21:00 | ネガティブすぎる陰ミカの陰スタライブ バチェ田バチェ男 唄のアニキと唄の姐さん おさゆきの部屋 あいつの分 | 賭博黙示録!バカイジin那須 ココなら絶対コレでしょ！おそろい松さん クイズ作家 ヤノとヒダカの楽屋横断ウルトラクイズ                                    | 広瀬すず 松坂桃李 山口紗弥加 猪爪杏奈 JP |                                                      |
| 28     | 5月28日       | 19:00 - 21:00 | ネガティブすぎる陰ミカの陰スタライブ リサイクル業者 天狗ですいません 力見なんでもセンター ヘンケンさん AIロボット                                                                                               | ココなら絶対コレでしょ！おそろい松さん バズりサウナ クイズ作家 ヤノとヒダカの楽屋横断ウルトラクイズ マジガマンMG5                                   | 市川猿之助 吉岡里帆 山口紗弥加 富田望生 加藤諒 池田美優 JP 長谷川忍（シソンヌ） 古川優奈 |                                                      |
| 29     | 6月11日       | 19:00 - 21:00 | ネガティブすぎる陰ミカの陰スタライブ UzerEats ウーザーイーツ 力見なんでもセンター ヴィジュアル系の日常 語呂合わせ おさゆきの部屋                                                                                | 賭博黙示録! バカイジin秩父 静かにせいや マジガマンMG5 ココなら絶対コレでしょ! おそろい松さん シャーロック・アホームズ原作 バスカヴィル家の犬たち    | 梅沢富美男 ディーン・フジオカ 岩田剛典（三代目J Soul Brothers） ジェシー（SixTONES） 田中樹（SixTONES） 高地優吾（SixTONES） 富田望生 加藤諒 朝日奈央 生見愛瑠 橋本梨菜 飯尾和樹（ずん） ハリウッドザコシショウ 斉藤慎二（ジャングルポケット）                                |                                                      |
| 30     | 6月18日       | 20:00 - 21:00 | ネガティブすぎる陰ミカの陰スタライブ バチェ田バチェ男 ヒロシの夢 おさゆきの部屋 万引き犯 | ぶら～り途中下車しない旅 シャーロック・アホームズ原作 バスカヴィル家の犬たち                                                                        | ディーン・フジオカ 岩田剛典（三代目J Soul Brothers） 桐山照史（ジャニーズWEST） 藤井流星（ジャニーズWEST） 濵田崇裕（ジャニーズWEST） 森脇健児 濱口優（よゐこ） なすなかにし 渡辺和洋（フジテレビアナウンサー）                                                               |                                                      |
| 31     | 7月2日        | 19:00 - 21:00 | 忍者ミッドリくん 似て展 父と娘 力見なんでもセンター 唄のアニキと唄の姐さん バチェ田バチェ男 ワンピース新声優オーディション ネガティブすぎる陰ミカの陰スタライブ 未来の老人 人生2回目!ビッグベイビーせいやちゃん | バズりサウナ クレイジー長田のモーニングルーティーン 高校生クイズ何問目? マジガマンMG5 ココなら絶対コレでしょ! おそろい松さん                        | 森久保祥太郎 指原莉乃 カンニング竹山 KAƵMA（しずる） 長谷川忍（シソンヌ） 野田クリスタル（マヂカルラブリー） |                                                      |
| 32     | 7月9日        | 20:00 - 21:00 | ネガティブすぎる陰ミカの陰スタライブ UzerEats ウーザーイーツ 椅子倒していいですか? バチェ田バチェ男 おさゆきの部屋 万引き犯                                                                                     | ぶら～り途中下車しない旅 | 松井玲奈 河合郁人（A.B.C-Z） 塚田僚一（A.B.C-Z） 五関晃一（A.B.C-Z） ダンディ坂野 カンニング竹山 ぺこぱ 渡辺和洋（フジテレビアナウンサー） |                                                      |
| 33     | 7月23日       | 19:00 - 21:00 | ネガティブすぎる陰ミカの陰スタライブ 力見なんでもセンター ギロッポンクラス トリオ芸人 万引き犯 | 賭博黙示録!バカイジin沖縄 マジガマンMG5 クイズ作家 ヤノとヒダカの楽屋横断ウルトラクイズ                                                             | 新垣結衣 城桧吏 柴崎風雅 サニー マックレンドン 吉崎文香 syudou 森脇健児 濱口優（よゐこ） 小杉竜一（ブラックマヨネーズ） 中岡創一（ロッチ） なすなかにし クロちゃん（安田大サーカス） EXIT                                                                                     |                                                      |
| 34     | 7月30日       | 20:00 - 21:00 | ネガティブすぎる陰ミカの陰スタライブ ギロッポンクラス 見ちゃう ワンピース新声優オーディション バチェ田バチェ男 黄門様が・・・                                                                                   | ぶら～り途中下車しない旅 | 谷口悟朗 山口勝平 syudou 中澤佑二 浜口京子 横川尚隆 飯尾和樹（ずん） 狩野英孝 KAZMA（しずる） 金田哲（はんにゃ） 渡辺和洋（フジテレビアナウンサー） |                                                      |
| 特別編 | 8月17日（水） | 26:25 - 27:25 | おさゆきの部屋 唄のアニキと唄の姐さん バチェ田バチェ男 力見なんでもセンター ネガティブすぎる陰ミカの陰スタライブ はこね男子                                                                                     | マジガマンMG5 | | 8月7日に開催された「新しいカギフェス」の模様を放送。 |
| 35     | 8月20日       | 19:00 - 21:00 | 見ちゃう 洗っておけよ おさゆきの部屋 ギロッポンクラス バチェ田バチェ男 万引き犯 | ぶら～り途中下車しない旅 静かにせいや マジガマンMG5 HETANG 鎌暗殿の5人                                                                              | 二宮和也 満島ひかり 小手伸也 西畑大吾（なにわ男子） 大西流星（なにわ男子） 高橋恭平（なにわ男子） DJ KOO 小島瑠璃子 飯尾和樹（ずん） 錦鯉 尾形貴弘（パンサー） 藤森慎吾（オリエンタルラジオ） はんにゃ フルーツポンチ 長谷川忍（シソンヌ） 渡辺和洋（フジテレビアナウンサー） |                                                      |
| 36     | 9月3日        | 19:00 - 21:00 | 最強の刑事 おさゆきの部屋 ヘンケンさん 力見なんでもセンター ギロッポンクラス 唄のアニキと唄の姐さん バチェ田バチェ男 映画「リッキー」シリーズ最新作! 公開直前オフ会                                             | 賭博黙示録! バカイジin八ヶ岳 鎌暗殿の5人 | 那須川天心 武田真治 渋谷凪咲 濱口優（よゐこ） 藤森慎吾（オリエンタルラジオ） 長谷川忍（シソンヌ） |                                                      |
| 37     | 9月17日       | 19:00 - 21:00 | 粋な寿司屋 おさゆきの部屋 ヴィジュアル系の日常 万引き犯 トリオ芸人 | 賭博黙示録!バカイジinグルメ島 ガリレオ沈黙のパレード×新しいカギ 静かにせいや 鎌暗殿の5人                                                            | 福山雅治 きゃりーぱみゅぱみゅ 峯岸みなみ 金田哲（はんにゃ） 斎藤司（トレンディエンジェル） 亘健太郎（フルーツポンチ） 澤部佑（ハライチ） 長谷川忍（シソンヌ） |                                                      |
| 38     | 10月15日      | 19:00 - 20:54 | おさゆきの部屋 兄貴とバカ子分 大御所俳優 刺森剣 注文の多い即興ギャグ料理店 ヘンケンさん チェンジ バチェ田バチェ男                                                                                               | 賭博黙示録!バカイジin信州 クイズ作家 ヤノとヒダカの楽屋横断ウルトラクイズ                                                                           | 横浜流星 清原果耶 村重杏奈 | ローカルセールス枠の放送なし。全局同時フルネット。   |
| 39     | 11月12日      | 19:00 - 21:00 | UzerEats ウーザーイーツ 似て展 とったもん出せ！ ギロッポンクラス 注文の多い即興ギャグ料理店 力見なんでもセンター バチェ田バチェ男 万引き犯                                                                      | マジガマンMG5 つっこみの達人 学校かくれんぼ 高校生クイズ何問目? 静かにせいや                                                                        | 森川葵 近藤春菜（ハリセンボン） 錦鯉 ニューヨーク 鬼越トマホーク オズワルド ジェラードン ビスケットブラザーズ |                                                      |
| 40     | 11月19日      | 19:00 - 21:00 | 大富豪 昭さんと和さん バチェ田バチェ男 万引き犯 | OTOSE! つっこみの達人 静かにせいや ムチャブリJAPAN マジガマンMG5 クイズ作家 ヤノとヒダカの楽屋横断ウルトラクイズ 菊田フルマラソン大喜利プロジェクト | 妻夫木聡 安藤サクラ 窪田正孝 吉田沙保里 中間淳太（ジャニーズWEST） 横川尚隆 吉田あかり マヂカルラブリー オズワルド ジェラードン ビスケットブラザーズ 渡辺和洋（フジテレビアナウンサー）                                                                                       |                                                      |
| 41     | 12月3日       | 19:00 - 21:00 | 昭さんと和さん バチェ田バチェ男 | おもしろ支援選手権inUSJ 出張! 俳句の真夏井先生 せいやinカタール ムチャブリJAPAN                                                                     | 大泉洋 有村架純 板垣李光人 |                                                      |

| 回     | 放送日        | 放送時間      | コント | 企画・コーナー | ゲスト | 備考 |
| ------ | ------------- | ------------- | --- | --- | --- | ---- |
| 42     | 1月14日       | 19:00 - 21:00 | 昭さんと和さん UzerEats ウーザーイーツ 注文の多い即興ギャグ料理店 余命 バチェ田バチェ男 大御所俳優 刺森剣                                        | 学校かくれんぼ 高校バスケ全国制覇への道 高校生クイズ何問目? 菊田フルマラソン大喜利プロジェクト                          | 渡辺和洋（フジテレビアナウンサー） |      |
| 43     | 1月28日       | 19:00 - 21:00 | 昭さんと和さん マッチングアプリ 注文の多い即興ギャグ料理店 とったもん出せ! 力見なんでもセンター 気、使わなくていいから バチェ田バチェ男 万引き犯 | KagiWGP クイズ作家 ヤノとヒダカの楽屋横断ウルトラクイズ はこね検定ツアー 菊田フルマラソン大喜利プロジェクト             | 賀来賢人 浜辺美波 中田敦彦（オリエンタルラジオ） はんにゃ フルーツポンチ 林万介（かたつむり） ウエストランド EXIT 高橋尚子 武元唯衣（櫻坂46）                                          |      |
| 44     | 2月11日       | 19:00 - 21:00 | 新海まこ 昭さんと和さん 注文の多い即興ギャグ料理店 マッチングアプリ 粋な寿司屋 バチェ田バチェ男 ふんどし兄弟                                     | 学校かくれんぼ ガチアートオークションバトル バクバクさんのつくってあそぼ 菊田フルマラソン大喜利プロジェクト             | 山田裕貴 山本舞香 菅井友香 武元唯衣（櫻坂46） |      |
| 特別編 | 2月21日（火） | 26:50 - 27:50 | 大阪生まれの長谷川部長 ヒロシの夢 試着室 | ものまねBREAKING DOWN                                                                                                   | 長谷川忍（シソンヌ） 原口あきまさ レイザーラモンRG 村上健志（フルーツポンチ） |      |
| 45     | 2月25日       | 19:00 - 21:00 | 新海まこ 昭さんと和さん バチェ田バチェ男 大御所俳優 刺森剣                                                                                       | 高校バスケ全国制覇への道 高校生クイズ何問目? KagiWGP 出張!俳句の真夏井先生 菊田フルマラソン大喜利プロジェクト           | 生田斗真 濱田岳 橋本環奈 齊藤京子（日向坂46） 長谷川雅紀（錦鯉） とにかく明るい安村 バケモン先生 EXIT 空気階段 渡辺和洋（フジテレビアナウンサー）                                      |      |
| 46     | 3月18日       | 19:00 - 21:00 | 新海まこ UzerEats ウーザーイーツ 注文の多い即興ギャグ料理店 昭さんと和さん バチェ田バチェ男 僕、転校します。                                     | 学校かくれんぼ 菊田フルマラソン大喜利プロジェクト                                                                       | 北川景子 齊藤京子（日向坂46） 金哲彦 和泉杏（ハルカラ） |      |
| 47     | 4月29日       | 19:00 - 21:00 | 関西モン&ガーファンクル 新海まこ バチェ田バチェ男 注文の多い即興ギャグ料理店 力見なんでもセンター 万引き犯                                       | 学校かくれんぼ 学校の先生と漫才グランプリ バチェ男が学校に出張！歯プライズ                                              | 山田邦子 間宮祥太朗 吉村崇（平成ノブシコブシ） |      |
| 48     | 5月6日        | 20:00 - 21:00 | おきょめ物語 〜お米な乙女が恋をする〜 権力エグ男                                                                                                 | KagiWGP 高校バスケ全国制覇への道                                                                                        | なかやまきんに君 オリエンタルラジオ 金田哲（はんにゃ.） フルーツポンチ インポッシブル 渡辺和洋（フジテレビアナウンサー）                                                               |      |
| 49     | 5月13日       | 19:00 - 21:00 | UzerEats ウーザーイーツ おさゆきの部屋 もったいない! 注文の多い即興ギャグ料理店 おきょめ物語 〜お米な乙女が恋をする〜 バチェ田バチェ男 万引き犯  | 学校かくれんぼ 学校の先生と漫才グランプリ                                                                               | 山田邦子 奈緒 井口浩之（ウエストランド） 井桁弘恵 髙橋ひかる |      |
| 50     | 6月3日        | 20:00 - 21:00 | | 学校かくれんぼ | 松丸亮吾 |      |
| 51     | 6月17日       | 20:00 - 21:00 | UzerEats ウーザーイーツ ふんどし兄弟 | どうする?せい康 高校バスケ全国制覇への道 神木隆之介の弟オーディション                                                   | 神木隆之介 桜田通 菅井友香 ゆうた（コムドット） ゆうま（コムドット） 齊藤洋介 渡辺和洋（フジテレビアナウンサー）                                                                       |      |
| 52     | 6月24日       | 20:00 - 21:00 | 推しかつみ 東京むちゃぶリベンシャーズ ヨガ邪魔男くん 万引き犯                                                                                    | KagiWGP | 間宮祥太郎 ハライチ パンサー サンシャイン池崎 貴島明日香 |      |
| 53     | 7月8日        | 20:00 - 21:00 | 昭さんと和さん 東京むちゃぶリベンシャーズ UzerEats ウーザーイーツ 大御所俳優 刺森剣                                                              | 高校生クイズ何問目? | 間宮祥太郎 渡邉理佐 |      |
| 54     | 7月29日       | 19:00 - 21:00 | シットGPT ～紗絵ちゃんと大ちゃん～ 関西モン&ガーファンクル                                                                                       | ガチアートオークションバトル 学校かくれんぼ どうする?せい康 新しいカギSUMMER LIVE!2023見どころ                          | 秋元真夏 井桁弘恵 加藤史帆（日向坂46） 福岡みなみ 森慎太郎（どぶろっく） |      |
| 55     | 8月5日        | 20:00 - 21:00 | UzerEats ウーザーイーツ バチェ田バチェ男 万引き犯                                                                                                | 長の水博士MADロボ部 お台場冒険王新しいカギ夏祭り見どころ                                                                | 長谷川恵一 坂東工 本並健治 渡辺和洋（フジテレビアナウンサー） |      |
| 56     | 8月12日       | 19:00 - 21:00 | UzerEats ウーザーイーツ 力見なんでもセンター 好きになった人がたまたま 新海まこ ヒロシの母の夢 おさゆきの部屋                                     | 学校かくれんぼ ココなら絶対コレでしょ!おそろい松さん お台場冒険王新しいカギ夏祭り見どころ 静かにせいや                  | 岸優太 井口浩之(ウエストランド) やす子 |      |
| 57     | 9月2日        | 19:00 - 21:00 | 新海まこ 電動キックボードマン 昭さんと和さん そんなことより バチェ田バチェ男 おひとりさま おさゆきの部屋                                         | 高校バスケ全国制覇への道 学校の先生と漫才グランプリ 箱根の風に乗せて愛を運べ！君にそばを運んであげる選手権 静かにせいや | 山田邦子 向井康二（Snow Man） 阿部亮平（Snow Man） 宮舘涼太（Snow Man） 齊藤洋介 ゆうた(コムドット) ゆうま（コムドット） 松村沙友理 渡邉理佐 畑芽育 渡辺和洋（フジテレビアナウンサー） |      |
| 58     | 9月9日        | 19:00 - 21:00 | | 学校かくれんぼ 学校きもだめし 2代目久能整オーディション                                                                 | 菅田将暉 小島健（Aぇ! group） 佐野晶哉（Aぇ! group） |      |
| 59     | 11月4日       | 20:00 - 21:00 | とったもん出せ! | キングオブ先生とコント 山田哲人チェンジ                                                                                 | 岩崎う大（かもめんたる） 太田博久（ジャングルポケット） 斉藤慎二（ジャングルポケット） 飯尾和樹（ずん） 斎藤司（トレンディエンジェル） サルゴリラ 松村沙友理                           |      |
| 60     | 11月11日      | 20:00 - 21:00 | | 学校かくれんぼ | 神尾楓珠 |      |
| 61     | 11月18日      | 19:00 - 21:00 | バチェ田バチェ男 注文の多い即興ギャグ料理店 | 学校かくれんぼ 学校きもだめし                                                                                           | 藤原紀香 上白石萌歌 大西流星（なにわ男子） 高橋恭平（なにわ男子） 加藤史帆（日向坂46） 河田陽菜（日向坂46）                                                                            |      |
| 62     | 12月2日       | 19:00 - 21:00 | | 学校かくれんぼ 1年間の激闘を総ざらいSP                                                                                  | |      |
| 63     | 12月16日      | 19:00 - 21:00 | バチェ田バチェ男 | 学校かくれんぼ 高校生クイズ何問目?シーズン2 どうする？せい康                                                            | 松村沙友理 藤田ニコル 村上佳菜子 貴島明日香 |      |

| 回     | 放送日        | 放送時間      | コント | 企画・コーナー                                                                                  | ゲスト | 備考     |
| ------ | ------------- | ------------- | --- | ----------------------------------------------------------------------------------------------- | --- | -------- |
| 64     | 1月13日       | 19:00 - 21:00 | せイーロン・マスク先生 Saucy Dog に憧れて                                                                      | 学校かくれんぼ 学校の先生と漫才グランプリ                                                       | 斎藤司（トレンディエンジェル） 関太（タイムマシーン3号） Matt 関水渚 |          |
| 65     | 1月20日       | 20:00 - 21:00 | 浅ucy Dog | 校内一周!障害物駅伝 高校バスケ全国制覇への道                                                    | 富樫勇樹 |          |
| 66     | 1月27日       | 19:00 - 21:00 | おさゆきの部屋 バズりたい父                                                                                    | 学校かくれんぼ ティーチャーをさがせ!                                                            | 関口メンディー（GENERATIONS） 詩羽（水曜日のカンパネラ） |          |
| 67     | 2月10日       | 20:00 - 21:00 | | 学校かくれんぼ                                                                                  | ぬまんづ 佐久間大介（Snow Man） 渡辺翔太（Snow Man） |          |
| 68     | 2月24日       | 19:00 - 21:00 | | キングオブ先生とコント 高校生クイズ何問目?シーズン2 学校きもだめし 重大発表                     | ザ・マミィ 岩崎う大（かもめんたる） 影山優佳 ちゃんぴおんず 高嶺のなでしこ 武元唯衣（櫻坂46） 石森璃花（櫻坂46） |          |
| 69     | 3月2日        | 20:00 - 21:00 | Uzer Eats ウーザーイーツ 新海まこ 語呂合わせ 上がっていいですか？                                              | 長の水博士MADロボ部                                                                             | 渡辺和洋（フジテレビアナウンサー） |          |
| 70     | 3月16日       | 19:00 - 21:00 | | 学校かくれんぼ キングオブ先生とコント                                                           | 山田裕貴 永野芽郁 コロコロチキチキペッパーズ |          |
| 71     | 3月23日       | 20:00 - 21:00 | サエSGs サエちゃんと大ちゃん                                                                                   | 生徒が大熱狂した瞬間一挙大公開SP 27時間テレビテーマを発表                                       | |          |
| 72     | 4月6日        | 19:00 - 21:00 | 昭さんと和さん 不満 サエちゃんと大ちゃん                                                                       | 校内一周！障害物駅伝 高校生クイズ何問目?シーズン2                                               | 怪奇!YesどんぐりRPG FRUITS ZIPPER 北野日奈子 |          |
| 73     | 4月20日       | 19:00 - 21:00 | 一か八かの賭け                                                                                                 | ティーチャーをさがせ! 学校かくれんぼ                                                            | 高地優吾（SixTONES） 谷まりあ |          |
| 74     | 5月11日       | 20:00 - 21:00 | | 学校かくれんぼ                                                                                  | IKKO |          |
| 75     | 5月25日       | 20:00 - 21:00 | 元Jリーガー蹴人 力見なんでもセンター 万引き犯                                                                  | 先生と漫才グランプリ                                                                            | さや香 Aぇ! group ラウール（Snow Man） |          |
| 76     | 6月1日        | 19:00 - 21:00 | 元Jリーガー蹴人と元ダンサー素哲夫くん バチェ田バチェ男 万引き犯                                                | 高校生クイズ何問目?シーズン2 学校を盛り上げろ!カギダンスバトル                                  | 7 MEN 侍 JO1 トム・ブラウン ラウール（Snow Man） |          |
| 特別編 | 6月10日       | 2:25 - 2:50   | | 正しい人の隠し方講座 vs大人100人 学校かくれんぼ特別編                                           | 椿原慶子(フジテレビアナウンサー) | 生放送   |
| 77     | 6月15日       | 18:30 - 21:00 | 万引き犯 おさゆきの部屋                                                                                        | 学校かくれんぼ5つの最強隠れ場所をプレイバック! 学校かくれんぼ 学校を盛り上げろ!カギダンスバトル | 中島颯太（FANTASTICS from EXILE TRIBE） 木村慧人（FANTASTICS from EXILE TRIBE） 堀夏喜（FANTASTICS from EXILE TRIBE） 川栄李奈 福本莉子 ラウール（Snow Man） |          |
| 78     | 6月22日       | 20:00 - 21:00 | | Snow Man渡辺＆佐久間の激戦を特別公開                                                            | | [ 注 6 ] |
| 79     | 7月6日        | 19:00 - 21:00 | 張り込み | FNS27時間テレビ直前! 見どころを余すトコなく紹介しちゃうよSP ティーチャーをさがせ!               | ラウール（Snow Man） |          |
| 80     | 7月27日       | 20:00 - 21:00 | | 学校かくれんぼ                                                                                  | 中村海人（Travis Japan） 宮近海斗（Travis Japan） |          |
| 81     | 8月10日       | 19:00 - 21:00 | | 特別編 27時間テレビマラソンの裏側                                                               | 青山フォール勝ち（ネルソンズ） いけ（モシモシ） 石橋遼大（四千頭身） 井上咲楽 大倉士門 太田宏介 お見送り芸人しんいち 金田朋子 後上翔太（純烈） 駒野友一 佐野文哉（OWV） 団長安田（安田大サーカス） 塚田僚一（A.B.C-Z） ノッチ（デンジャラス） 藤咲彩音（でんぱ組.inc） 森渉 山本賢太（フジテレビアナウンサー） ワタリ119 ハリー杉山 コットン 谷岡慎一（フジテレビアナウンサー） |          |
| 82     | 8月17日       | 19:00 - 21:00 | | 27時間カギダンススタジアム完全版                                                                | ラウール（Snow Man） Akane RIEHATA FISHBOY EXILE NAOTO（EXILE/三代目 J SOUL BROTHERS from EXILE TRIBE） 宮本亞門 |          |
| 83     | 9月7日        | 19:00 - 21:00 | おさゆきの部屋                                                                                                 | ティーチャーをさがせ！ 学校かくれんぼ                                                           | 冷蔵庫マン ME:I |          |
| 84     | 9月21日       | 19:00 - 21:00 | | キングオブ先生とコント DANCE STADIUM2024                                                        | タイムマシーン3号 ロッチ 関根勤 EXILE TETSUYA | [ 32 ]   |
| 85     | 10月19日      | 19:00 - 21:00 | アニキと唄の姐さん 昭さんと和さん おきょめ物語～お米な乙女が恋をする～ 張り込みメシ バイトのことを番号で呼ぶ店 | ティーチャーをさがせ！ 学校を盛り上げろ!カギダンスバトル                                        | 小島健（Aぇ！group） 北野日奈子 |          |
| 86     | 11月2日       | 19:00 - 21:00 | | 学校かくれんぼ ハイスクール大喜利                                                               | 松島聡（timelesz） キンタロー。 井上咲楽 本田望結 松村沙友理 DJ KOO（TRF） |          |
| 87     | 11月16日      | 19:00 - 21:00 | | 学校かくれんぼ 1年間の激闘を総ざらいSP                                                          | |          |
| 特別編 | 11月24日(日） | 19:00 - 21:54 | | 「逃走中」×「新しいカギ」コラボSP                                                               | | [ 注 7 ] |
| 88     | 11月30日      | 19:00 - 21:00 | UzerEats ウーザーイーツ                                                                                        | キングオブ先生とコント 高校生クイズ何問目?シーズン3 力見力 ギネス世界記録に挑戦                 | 岩崎う大（かもめんたる） 古賀シュウ ダンビラムーチョ ラブレターズ |          |
| 89     | 12月14日      | 19:00 - 21:00 | UzerEats ウーザーイーツ                                                                                        | 学校かくれんぼ カップルダウト                                                                   | 高岸宏行（ティモンディ） 松丸亮吾 西村拓哉（Lil かんさい） 畑芽育 |          |

| 回     | 放送日                               | 放送時間                             | コント                                          | 企画・コーナー                                                                                | ゲスト | 備考                                 |
| ------ | ------------------------------------ | ------------------------------------ | ----------------------------------------------- | --------------------------------------------------------------------------------------------- | --- | ------------------------------------ |
| 特別編 | 1月4日                               | 17:00 - 17:30                        |                                                 | ティーチャーをさがせ!                                                                         | 長谷川忍（シソンヌ） | [ 注 8 ]                             |
| 90     | 1月4日                               | 19:00 - 21:00                        | 昭さんと和さん                                  | 学校かくれんぼ ティーチャーをさがせ!                                                          | 永瀬廉（King & Prince） 本田翼 白石麻衣 香取慎吾 |                                      |
| 91     | 1月18日                              | 19:00 - 21:00                        | 力見なんでもセンター 昭さんと和さん 万引き犯    | 名曲大好き!土八先生 カップルダウト                                                            | ウルフ・アロン 関水渚 榎並大二郎（フジテレビアナウンサー） 西村拓哉（Lil かんさい） 畑芽育                                                                              |                                      |
| 92     | 2月1日                               | 19:00 - 21:00                        | 昭さんと和さん 関西モン&ガーファンクル 万引き犯 | 学校を盛り上げろ!カギダンスバトル 高校生クイズ何問目?シーズン3                                | 神奈月 藤井流星（WEST.） 武元唯衣 関水渚 CUTIE STREET |                                      |
| 93     | 2月22日                              | 19:00 - 21:00                        | 万引き犯                                        | 学校かくれんぼ ハイスクール大喜利                                                             | 中島健人 桐谷健太 朝日奈央 村上佳菜子 ゆうちゃみ 秋元真夏 |                                      |
| 94     | 3月1日                               | 19:00 - 21:00                        |                                                 | ティーチャーをさがせ! カップルダウト 歯プライズ企画                                           | 小宮璃央 齊藤なぎさ |                                      |
| 95     | 4月5日                               | 19:00 - 21:00                        |                                                 | カギダンススタジアム2025！ 挑戦者こんなに練習してますSP                                       | やす子 ゆうちゃみ とにかく明るい安村 上垣皓太朗（フジテレビアナウンサー） 後藤拓実（四千頭身） キンタロー。                                                             |                                      |
| 特別編 | 4月12日                              | 15:00 - 16:00                        |                                                 | 今夜7時からカギダンススタジアム2025！ 4時間SP直前特別版                                       | やす子 ゆうちゃみ とにかく明るい安村 上垣皓太朗（フジテレビアナウンサー） 後藤拓実（四千頭身） キンタロー。                                                             |                                      |
| 96     | 4月12日                              | 19:00 - 23:10                        |                                                 | カギダンススタジアム2025                                                                      | やす子 ゆうちゃみ とにかく明るい安村 四千頭身 キンタロー。 宮本亞門 yurinasia FISHBOY TAKAHIRO akane                                                                    |                                      |
| 97     | 5月3日                               | 19:00 - 21:00                        |                                                 | 学校かくれんぼ遠征SP 勝負に向けて腹ごしらえ!佐賀グルメ争奪戦 サガテレビを乗っ取り生かくれんぼ | 向井理 はなわ あらた（むなかったん） おほしんたろう 高橋義希 平川邦明（サガテレビアナウンサー） 花田百合奈（サガテレビアナウンサー） 鈴木悠斗（サガテレビアナウンサー） |                                      |
| 98     | 5月24日                              | 19:00 - 21:00                        |                                                 | ティーチャーをさがせ! ハイスクール大喜利                                                      | 朝日奈央 井上咲楽 森香澄 德田聡一朗（フジテレビアナウンサー） |                                      |
| 99     | 6月7日                               | 19:00 - 21:00                        |                                                 | 名曲大好き!土八先生 高校生クイズ何問目？シーズン3                                             | |                                      |
| 100    | 6月14日                              | 19:00 - 21:00                        |                                                 | 学校かくれんぼ ハイスクール大喜利                                                             | 阿部亮平（Snow Man） 平祐奈 朝日奈央 谷まりあ 横川尚隆 ゆうちゃみ |                                      |
| 101    | 7月19日                              | 19:00 - 21:00                        |                                                 | 学校のヒーローをさがせ!                                                                       | |                                      |
| 102    | 【青春の日 第1部】「新しいカギ夏SP」 | 【青春の日 第1部】「新しいカギ夏SP」 | 【青春の日 第1部】「新しいカギ夏SP」            | 【青春の日 第1部】「新しいカギ夏SP」                                                          | 【青春の日 第1部】「新しいカギ夏SP」 | 【青春の日 第1部】「新しいカギ夏SP」 |
| 102    | 7月26日                              | 19:00 -21:00                         |                                                 | 名曲大好き!土八先生 ティーチャーをさがせ!                                                     | 髙地優吾(SixTONES） | [ 注 9 ]                             |
| 特別編 | 8月16日                              | 14:30 - 16:00                        |                                                 | 超!学校かくれんぼ                                                                             | やす子 目黒蓮（Snow Man） ぬまんづ | [ 注 10 ]                            |
| 103    | 8月16日                              | 19:00 - 21:00                        |                                                 | 超!学校かくれんぼ                                                                             | 新しい学校のリーダーズ |                                      |

## 主な企画・コーナー
企画・コーナーがかなりの多さであることからここでは特に長期に渡りシリーズ化されている学校企画について述べる。

### 学校かくれんぼ
2022年11月12日放送回より開始。隠密マサル（長田）が会長とする架空の組織「新日本かくれんぼ協会」という設定のカギメンバーとゲストが、一般公募で募集した小中高校にカギメンバーが出向き、カギメンバーが学校を乗っ取る設定で在籍する生徒全員と敷地内でかくれんぼをするゲーム企画。
- 来校後、応募者には偽のインタビュー取材、生徒には全校集会でサプライズで新日本かくれんぼ協会が現れ、当選を報告する。
- 隠密以外のメンバーとゲストは、全身タイツやつなぎに身を纏った上、フジテレビの美術スタッフが制作した学校設備に紛れた構造物に隠れる。校内放送による隠密のアナウンスのもと、所定の制限時間以内に生徒は校地を回り、隠れているカギメンバー6名+ゲスト2名の計8名を探す。見つけた生徒にはインタビューが実施されることがある。制限時間は前半10分・後半10分の計20分としているが、難易度や人数によって増減や延長が施される場合もある。
- 制限時間以内に生徒がメンバー全員を発見出来たら、全校生徒に総額100万円分の図書カード（1,000円×人数分）が贈呈される。

過去のルール
- 第7戦までは見つかったメンバーは罰ゲームとして写真撮られ放題の辱めの刑を受ける。
- 制限時間は第1戦では10分。第2戦～第5戦までは15分。
- 第5戦まではゲストが不在で、第6戦・第8戦には丸山も加わり、これ以降にはゲストプレイヤー（8戦はゲスト＋丸山、9戦以降はゲスト2人）も参加するようになった。
- 第11戦のみ強敵と判断した隠密が学校のことを知るために特例として教頭をかくれんぼに参加させた。

メンバー欠席による対応
- 第2戦では粗品が体調不良で欠席したが、欠員補充はなし。
- 第20戦ではハナコ（仕事）、第23・24戦では粗品が（第23戦は仕事、24戦では体調不良）により欠席したため、代理のゲストとして20戦ではFANTASTICS from EXILE TRIBE（木村慧人、中島颯太、堀夏喜）、23戦では冷蔵庫マン（飯塚俊太郎）、第24戦では粗粗品（キンタロー。）が登場した。
- 訪問日が火曜日の場合、チョコレートプラネットが『ヒルナンデス!』に出演するため、かくれんぼ本戦（作戦会議）から合流する場合がある。その場合、序盤の挨拶は副会長・雲隠粗品（粗品）が担当する。また、第13戦の助っ人ゲストの藤田ニコルも、訪問日が月曜日でありヒルナンデス!に出演したため同じく作戦会議からの参加となり助っ人発表は垂れ幕で行われた。

超!学校かくれんぼ
第21戦・第30戦が該当。通常回と比べ児童・生徒の収容人数が多いマンモス校を舞台とし、一部ルールがスケールアップされている。
1年間の激闘を総ざらいSP
初回放送から1年の節目となる11月 - 12月頃に、1年間の学校かくれんぼを振り返る総集編。番組後半では成績が最も芳しくない「ヘタ隠れ」に認定されたメンバーが特製の「反省箱」に入れられ、箱の中で大量の粉を噴射される罰ゲームが行われる。2023年度は秋山、2024年度はせいやが該当。TVerでは箱に入れられたところで配信が終わっている。
隠れ場所アイディア
第16戦以降、学生視聴者かくれんぼに隠れるアイディアの公募が行われている。採用者には投稿写真と隠密ネームが記載された新日本かくれんぼ協会メンバーズカードが進呈され、そのアイディアを使用したプレイヤーが隠れ切れたらゴールドメンバーズカードにランクアップされる。アイデア使用回数が多いのは松尾（8回）、続いてせいやが2回、秋山が1回採用されており現時点、粗品、岡部、菊田には使用されていない。
小説版
2025年3月21日より集英社みらい文庫より『新しいカギ　学校かくれんぼ　オリジナルストーリー 小学生のガチバトル！（小川彗・著、みもり・絵）』というタイトルで初の小説版が発売されている。

### 高校バスケ全国制覇の道
漫画『SLAM DUNK』のパロディ。「笑北高校」の生徒という設定のカギメンバーがバスケットボール強豪高校に出向き、代表して高校時代に秋田県選抜にも選ばれた実力を持つゴリ部（岡部）と高校までバスケ部に所属しバスケ愛は誰にも負けない桜木松道（松尾）がバスケットボール部員2名と対決をする。
ハーフコートを用いての10点先取制とし「笑北高校」チームは体力自慢のゲスト助っ人に途中交代させることも可能。「笑北高校」チームが負けた場合、岡部・松尾の自腹で対戦高校のバスケ部全員に番組クオカードがプレゼントされる。

### 高校生クイズ何問目?
本番組で放送された『クイズタイムショック』のパロディコント「クイズ何問目?」がベースとなったクイズ企画。クイズが得意な高校生を募集し3人1組・4チーム（シーズン3 Aブロックまでは3チーム）で対決する。「所定の条件の場合、今何問目？」という形の数学問題のみが出題される。クイズ作家の矢野了平と日髙大介のパロディキャラクターであるヤノ（松尾）・ヒダカ（長田）がMCを担当。第1シーズンBブロックからは高学歴の岡部、カメラ・アイ（映像記憶）の能力を持つせいや、雑学に強い粗品で構成された「新しいカギチーム」も参加する。
予選・決勝の2ステージ制で優勝を目指す。シーズン制を採用しており、各シーズンの最終回では各回の優勝チームと敗者復活戦を勝ち抜いた1チームでの「チャンピオン大会」を実施し、年間王者を決定する。尚、「クイズ何問目?」や「タイムショック」で行われる敗北時のペナルティは執行されない。
予選
- 『クイズタイムショック』同様の1問1答問題をへッドホンにより他チームの回答が遮断された状態で全チーム同時に回答（シーズン1、シーズン2のAブロックまで）。
- 全10問の書き問題を出題。（シーズン2のBブロックから）また新ジャンルとして「演芸問題が出題される。
- 書き問題と早押し問題（お手付きの場合は解答権が移動）を全15問出題。（シーズン3）

決勝
- 決勝・同点決勝・年間チャンピオン大会は早押しクイズ（お手付きの場合は解答権が移動。第2回決勝では回答時間は20秒になった）に5問先取で勝利。シーズン1第1回では3人が問題に挑み問題を間違えたら次の人に交代し3人全員間違えたら負けになるサバイバルルール方式が行われた。シーズン3・Cブロックからは代表者1名が早押しで対決。正解したら次の人と交代しこれを繰り返し3人全員正解したら優勝とシーズン1のサバイバルルールとシーズン2の早押しを統合した内容の『何問目早押しリレー』が行われた。

関連タグ
特別ルール
- カギチームがチャンピオン大会に進出して以降のブロックではブロック進出阻止枠（カギチームが優勝した場合決勝進出なしとなる）として参加する（ただし、27時間テレビで行われる決勝生放送の前に残った2位チームが集められ、敗者復活戦が行われた）。

シーズン2の年間王者は筑波大学付属駒場高等学校。

### ティーチャーをさがせ!
2024年1月27日放送回より開始。松尾扮する松ウォーリーの指示を受け、粗品隊長率いるカギメンバーとゲストによる「カギ探検隊」が学校を探検し、生徒に化けた先生を見つける。
- 3ステージ制で、「ステージ1：教室」「ステージ2：グラウンド」には3人、「最終ステージ：体育館」には4人の先生が隠れており、各エリア制限時間は10分（最終ステージのみ15分）。生徒たちは各ステージにおいて授業・部活・休み時間などの行動をとっており、先生も同じ服装・行動をしてその中に紛れている。
- ティーチャーだとわかったらその人を指名して粗品隊長が笛を吹く。（その際タイマーは止まる。KEEPも可）その後代表者1名が「あなたはティーチャーだ！」だとコール。対象者が先生であれば対象者が「私は…ティーチャーです」と宣言し正解、生徒であれば対象者が「私は…スチューデントです」と宣言し不正解（お手付き）となる。ステージ1と2は2回、最終ステージでは3回お手つきを行ってしまうと探索が強制終了。最終的に「お手付きしたスチューデントの人数×10万円が罰金として学校に送られる。第10回・第102回では中高一貫校であり、中学生（番組ではJと呼ばれた）も紛れていたため、（指名された際の宣言も「私は…Jです」であった）お手付きに加え「指名されたJの数×30万円」が追加罰金となる追加ルールがあった。誤ってティ―チャーと指名された生徒（スチューデント）には「ナイススチューデント賞」として特製ステッカーがプレゼントされる。
- 当初は松ウォーリーから校内放送でヒントを受けていたが（松ウォーリーに頼み特例でSPヒントを与えてくれることもある）、第4回からヒントカード（第4回までは3枚、6回以降は2枚）が付与されそれぞれ1回ずつ使用可能になった。ヒントカードは以下の通りで、使えるヒントカードは回によって異なる。

- 「freeze」-1分間全員の動きを止める。
- 「picture」- 幼少期のティーチャーの写真を見られる。
- 「personal」（第5回-) - ティーチャーの個人データを教えてもらう。
- 「voice」（第6回-) - 探検隊が選んだ3人から実際の声が聞ける。
- 「Sit Down」（第7回-) - 1分間3年生が全員座る（ティーチャーと1・2年生のスチューデントが割り出せる）。
- 「voice position」（第10回-) - 探検隊が目隠しされその状態のティーチャーがコールしティーチャーの位置と性別を予想できる。

### カップルダウト
2024年12月14日放送回から開始。前述の「ティーチャーをさがせ!」の生徒版。ホスト風の秋山こと「アッキー」とアシスタント（丸山、岡崎）が進行。男子高校生4人と女子高校生1人が登場。秋山以外のメンバーは男子高校生4名の中から女子高校生の彼氏を当てる。なお、出演する生徒5人は同級生の関係に当たる。
- メンバーは、ゲスト俳優が演じる『馴れ初め再現ドラマ』や『ツーショットプリ撮影』『サプライズプレゼント』『メッセージ』『オーディエンス』のヒント、100人のギャラリー（回答を教えていないスタジオ観覧者の高校生）のリアクションを参考に本物の彼氏を推理する。メンバーからの質問をに対してニセ彼氏は演技したり嘘をついて良いが、本物の彼氏は全て正直に答えなければいけない。
- 正誤発表ではアッキーが指名した男子に女子生徒がバラを渡し「バラを受け取る（本物の彼氏）」なら正解、「バラを受け取らない（ニセ彼氏）」なら不正解となる。正解の場合カギメンバーの勝利となりカギメンバーに賞金10万円が贈呈、不正解の場合高校生の勝利となりカップルにデート費用10万円が贈呈される。

### ハイスクール大喜利
2024年11月2日から初登場したカギメンバーによるカギ軍VS粗品率いる全校生徒による生徒軍の大喜利バトル。問題は基本的に学校に関する事柄をフリップに書いて答える形式だが、学校で撮影された思い出写真からランダムで選ばれた写真から1枚選び一言を言う『思い出のアルバム大喜利』や耳打ちで回答を教えた回答を、ゲストプレゼンターに演じさせる実演問題もある。
- 学校の全校生徒から事前アンケートで回答した大喜利問題の答えを粗品がチェック、おもしろ回答をピックアップする。その後、特に面白かった生徒を事前に招集、対面した生徒4人が「大喜利委員」となりカギメンバーと大喜利対決を行う。
- 順番は先攻は生徒軍で（粗品が全校生徒で選んだ解答を発表）、後攻のカギ軍（答える人は挙手）。問題終了後、審査員3人が会場の生徒にウケたかではなく純粋に面白かったチームを正直に選び、選んだブロックで勝敗を決定、先に3ブロックとったほうが勝ち（いわゆるスポーツなどの完封=ストレート勝ち）となる（残った勝負はエキシビションマッチを行い、第3回は先生の回答を紹介した）。第3回以降はカギチームに勝った回数×10万円を進呈。
- 決着後最後に1番面白い回答を披露した生徒『MOS（最も面白い生徒）』を粗品が決定する。

### 名曲大好き!土八先生
2025年1月18日から始まった80年代アイドルに扮したカギメンバーと高校生によるイントロクイズ企画。せいや扮する坂本土八が進行を務める。
- 坂本土八と上垣皓太朗アナウンサーが校庭で進行。まずカギメンバーは1階、生徒は少し2階以上の教室に待機。教室に音楽（廊下には流れない）が流れ分かった人は校庭にいる早押しボタンに走り曲名と歌手名を回答。カギメンバーと生徒の待機部屋から早押しボタンへの距離はほぼ同じとなっている。生徒が正解したら番組側から賞金を獲得でき、正解すればするほど賞金は上昇していく。さらに正解した生徒には番組特製『あんたが大将ステッカー』が贈呈される（不正解は次に並んでいる人と交代）。正解後、全員スタート地点に戻るが、正解した生徒は土八先生の隣に座りこれ以降の問題の解答権を失う。
- なお、募集生徒は状況によって以下の3枚の「お助けカード（1回目は「先生チャンス」のみ）」が使える。

- 『先生チャンス』:この問題のみ教室に待機している先生も参加できる。
- 『TikTokチャンス』：TikTokで流行ったリバイバルソングが出題される。
- 『生徒復活チャンス』:解答権を失った生徒全員の解答権が復活し、再びクイズに参加できる。

### 学校を盛り上げろ!カギダンスバトル
芸人・ゲストが舞台となる学校に赴きオリジナルダンスを作り、ゲスト審査員がどちらが良かったかを審査する（第3回以降はゲストは審査員からプロデュース側になったため審査は生徒たちの投票で行う）企画。

### カギダンススタジアム〜日本一たのしいダンス決定戦〜
DANCE STADIUMのパロディおよびカギダンスバトルの派生版で「会場をより笑顔にするダンス」を審査基準にカギメンバーやゲスト芸能人が高校ダンス部や高校生ダンスチームに加入し、ダンスパフォーマンスで対決する企画。3か月の期間で振り入れや練習、高校生との交流などを行い、本番のスタジオで「会場をより笑顔にするダンス」を披露。審査員5名の採点（1人の持ち点100点・合計500点満点）により順位が決定し、合計得点の高いチームが優勝。優勝チームにはトロフィーと副賞として図書カード100万円分が贈られる。
- FNS27時間テレビ2024のフィナーレにて生放送で開催した「-2024」では司会の粗品を除くカギメンバー＋丸山の7組で対決。2024年8月17日に「新しいカギ」の2時間スペシャルにて完全版を放送。
- 2024年12月に第2回大会の開催・放送が発表された。「-2025」と称して擬似生放送の4時間SPで放送された第2回はやす子、ゆうちゃみ、とにかく明るい安村、後藤拓実（四千頭身）、キンタロー。、上垣皓太朗アナウンサーの初参戦6組＋前回のリベンジに燃える長田、せいや、秋山の3組を加えた9組がバトルを繰り広げた。出場しないカギメンバーと後藤の相方である都築と石橋、元アイドルであるあのが見届け人として大会の行方を見守った。
- 本家DANCE STADIUM2024への密着ロケも行われた。

| 回    | 優勝校               | 共演者                           |
| ----- | -------------------- | -------------------------------- |
| 第1回 | 武南高等学校         | 松尾駿（チョコレートプラネット） |
| 第2回 | 沖縄県立小禄高等学校 | 後藤拓実（四千頭身）             |

## 書籍

### ノベライズ
集英社みらい文庫から発売予定の児童向けオリジナルノベライズ本。当番組の人気企画「学校かくれんぼ」を小説化したもの。著は小川彗、絵はみもりが行う。
- 新しいカギ 学校かくれんぼ オリジナルストーリー 小学生のガチバトル!（2025年3月21日発売）ISBN 9784083218989

### 絵本
扶桑社から発売されている知育絵本。
- 新しいカギ 学校かくれんぼ 絵さがしブック（2024年2月28日発売）ISBN 9784594621445

## ネット局と放送時間

### パイロット版
| 放送対象地域   | 放送局                    | 系列           | 放送日時                          | ネット状況 |
| -------------- | ------------------------- | -------------- | --------------------------------- | ---------- |
| 関東広域圏     | フジテレビ（CX）          | フジテレビ系列 | 2021年1月3日（日） 23:25 - 翌0:25 | 【制作局】 |
| 北海道         | 北海道文化放送（uhb）     | フジテレビ系列 | 2021年1月3日（日） 23:25 - 翌0:25 | 同時ネット |
| 岩手県         | 岩手めんこいテレビ（mit） | フジテレビ系列 | 2021年1月3日（日） 23:25 - 翌0:25 | 同時ネット |
| 宮城県         | 仙台放送（OX）            | フジテレビ系列 | 2021年1月3日（日） 23:25 - 翌0:25 | 同時ネット |
| 秋田県         | 秋田テレビ（AKT）         | フジテレビ系列 | 2021年1月3日（日） 23:25 - 翌0:25 | 同時ネット |
| 山形県         | さくらんぼテレビ（SAY）   | フジテレビ系列 | 2021年1月3日（日） 23:25 - 翌0:25 | 同時ネット |
| 福島県         | 福島テレビ（FTV）         | フジテレビ系列 | 2021年1月3日（日） 23:25 - 翌0:25 | 同時ネット |
| 新潟県         | NST新潟総合テレビ（NST）  | フジテレビ系列 | 2021年1月3日（日） 23:25 - 翌0:25 | 同時ネット |
| 長野県         | 長野放送（NBS）           | フジテレビ系列 | 2021年1月3日（日） 23:25 - 翌0:25 | 同時ネット |
| 静岡県         | テレビ静岡（SUT）         | フジテレビ系列 | 2021年1月3日（日） 23:25 - 翌0:25 | 同時ネット |
| 中京広域圏     | 東海テレビ（THK）         | フジテレビ系列 | 2021年1月3日（日） 23:25 - 翌0:25 | 同時ネット |
| 富山県         | 富山テレビ（BBT）         | フジテレビ系列 | 2021年1月3日（日） 23:25 - 翌0:25 | 同時ネット |
| 石川県         | 石川テレビ（ITC）         | フジテレビ系列 | 2021年1月3日（日） 23:25 - 翌0:25 | 同時ネット |
| 福井県         | 福井テレビ（FTB）         | フジテレビ系列 | 2021年1月3日（日） 23:25 - 翌0:25 | 同時ネット |
| 近畿広域圏     | 関西テレビ（KTV）         | フジテレビ系列 | 2021年1月3日（日） 23:25 - 翌0:25 | 同時ネット |
| 島根県・鳥取県 | さんいん中央テレビ（TSK） | フジテレビ系列 | 2021年1月3日（日） 23:25 - 翌0:25 | 同時ネット |
| 岡山県・香川県 | 岡山放送（OHK）           | フジテレビ系列 | 2021年1月3日（日） 23:25 - 翌0:25 | 同時ネット |
| 広島県         | テレビ新広島（tss）       | フジテレビ系列 | 2021年1月3日（日） 23:25 - 翌0:25 | 同時ネット |
| 愛媛県         | テレビ愛媛（EBC）         | フジテレビ系列 | 2021年1月3日（日） 23:25 - 翌0:25 | 同時ネット |
| 高知県         | 高知さんさんテレビ（KSS） | フジテレビ系列 | 2021年1月3日（日） 23:25 - 翌0:25 | 同時ネット |
| 福岡県         | テレビ西日本（TNC）       | フジテレビ系列 | 2021年1月3日（日） 23:25 - 翌0:25 | 同時ネット |
| 佐賀県         | サガテレビ（STS）         | フジテレビ系列 | 2021年1月3日（日） 23:25 - 翌0:25 | 同時ネット |
| 長崎県         | テレビ長崎（KTN）         | フジテレビ系列 | 2021年1月3日（日） 23:25 - 翌0:25 | 同時ネット |
| 熊本県         | テレビくまもと（TKU）     | フジテレビ系列 | 2021年1月3日（日） 23:25 - 翌0:25 | 同時ネット |
| 鹿児島県       | 鹿児島テレビ（KTS）       | フジテレビ系列 | 2021年1月3日（日） 23:25 - 翌0:25 | 同時ネット |
| 沖縄県         | 沖縄テレビ（OTV）         | フジテレビ系列 | 2021年1月3日（日） 23:25 - 翌0:25 | 同時ネット |

### 金曜時代
| 放送対象地域   | 放送局                    | 系列                          | 放送日時           | ネット状況                   |
| -------------- | ------------------------- | ----------------------------- | ------------------ | ---------------------------- |
| 関東広域圏     | フジテレビ（CX）          | フジテレビ系列                | 金曜 20:00 - 21:00 | 【制作局】                   |
| 北海道         | 北海道文化放送（uhb）     | フジテレビ系列                | 金曜 20:00 - 21:00 | 同時フルネット               |
| 岩手県         | 岩手めんこいテレビ（mit） | フジテレビ系列                | 金曜 20:00 - 21:00 | 同時フルネット               |
| 秋田県         | 秋田テレビ（AKT）         | フジテレビ系列                | 金曜 20:00 - 21:00 | 同時フルネット               |
| 島根県・鳥取県 | さんいん中央テレビ（TSK） | フジテレビ系列                | 金曜 20:00 - 21:00 | 同時フルネット               |
| 岡山県・香川県 | 岡山放送（OHK）           | フジテレビ系列                | 金曜 20:00 - 21:00 | 同時フルネット               |
| 広島県         | テレビ新広島（tss）       | フジテレビ系列                | 金曜 20:00 - 21:00 | 同時フルネット               |
| 福岡県         | テレビ西日本（TNC）       | フジテレビ系列                | 金曜 20:00 - 21:00 | 同時フルネット               |
| 佐賀県         | サガテレビ（STS）         | フジテレビ系列                | 金曜 20:00 - 21:00 | 同時フルネット               |
| 熊本県         | テレビくまもと（TKU）     | フジテレビ系列                | 金曜 20:00 - 21:00 | 同時フルネット               |
| 鹿児島県       | 鹿児島テレビ（KTS）       | フジテレビ系列                | 金曜 20:00 - 21:00 | 同時フルネット               |
| 宮城県         | 仙台放送（OX）            | フジテレビ系列                | 金曜 20:00 - 20:54 | 同時ネット （20:54飛び降り） |
| 山形県         | さくらんぼテレビ（SAY）   | フジテレビ系列                | 金曜 20:00 - 20:54 | 同時ネット （20:54飛び降り） |
| 福島県         | 福島テレビ（FTV）         | フジテレビ系列                | 金曜 20:00 - 20:54 | 同時ネット （20:54飛び降り） |
| 新潟県         | NST新潟総合テレビ（NST）  | フジテレビ系列                | 金曜 20:00 - 20:54 | 同時ネット （20:54飛び降り） |
| 長野県         | 長野放送（NBS）           | フジテレビ系列                | 金曜 20:00 - 20:54 | 同時ネット （20:54飛び降り） |
| 静岡県         | テレビ静岡（SUT）         | フジテレビ系列                | 金曜 20:00 - 20:54 | 同時ネット （20:54飛び降り） |
| 中京広域圏     | 東海テレビ（THK）         | フジテレビ系列                | 金曜 20:00 - 20:54 | 同時ネット （20:54飛び降り） |
| 富山県         | 富山テレビ（BBT）         | フジテレビ系列                | 金曜 20:00 - 20:54 | 同時ネット （20:54飛び降り） |
| 石川県         | 石川テレビ（ITC）         | フジテレビ系列                | 金曜 20:00 - 20:54 | 同時ネット （20:54飛び降り） |
| 福井県         | 福井テレビ（FTB）         | フジテレビ系列                | 金曜 20:00 - 20:54 | 同時ネット （20:54飛び降り） |
| 近畿広域圏     | 関西テレビ（KTV）         | フジテレビ系列                | 金曜 20:00 - 20:54 | 同時ネット （20:54飛び降り） |
| 愛媛県         | テレビ愛媛（EBC）         | フジテレビ系列                | 金曜 20:00 - 20:54 | 同時ネット （20:54飛び降り） |
| 高知県         | 高知さんさんテレビ（KSS） | フジテレビ系列                | 金曜 20:00 - 20:54 | 同時ネット （20:54飛び降り） |
| 長崎県         | テレビ長崎（KTN）         | フジテレビ系列                | 金曜 20:00 - 20:54 | 同時ネット （20:54飛び降り） |
| 沖縄県         | 沖縄テレビ（OTV）         | フジテレビ系列                | 金曜 20:00 - 20:54 | 同時ネット （20:54飛び降り） |
| 大分県         | テレビ大分（TOS）         | 日本テレビ系列 フジテレビ系列 | 金曜 20:00 - 20:54 | 同時ネット （20:54飛び降り） |

- 前番組『でんじろうのTHE実験』と同様に番組末尾6分はローカルセールス枠のため、フジテレビ系列各局で編成の都合によりフジテレビ以外のフルネット局は臨時で番組終了6分前で飛び降り、番組末尾6分を除く同時ネット局が臨時フルネットで放送する場合もあった（スペシャル版も同様）。

### 土曜時代
| 放送対象地域   | 放送局                    | 系列                                         | 放送日時           | ネット状況                   |
| -------------- | ------------------------- | -------------------------------------------- | ------------------ | ---------------------------- |
| 関東広域圏     | フジテレビ（CX）          | フジテレビ系列                               | 土曜 20:00 - 21:00 | 【制作局】                   |
| 岩手県         | 岩手めんこいテレビ（mit） | フジテレビ系列                               | 土曜 20:00 - 21:00 | 同時フルネット               |
| 秋田県         | 秋田テレビ（AKT）         | フジテレビ系列                               | 土曜 20:00 - 21:00 | 同時フルネット               |
| 島根県・鳥取県 | さんいん中央テレビ（TSK） | フジテレビ系列                               | 土曜 20:00 - 21:00 | 同時フルネット               |
| 岡山県・香川県 | 岡山放送（OHK）           | フジテレビ系列                               | 土曜 20:00 - 21:00 | 同時フルネット               |
| 広島県         | テレビ新広島（tss）       | フジテレビ系列                               | 土曜 20:00 - 21:00 | 同時フルネット               |
| 福岡県         | テレビ西日本（TNC）       | フジテレビ系列                               | 土曜 20:00 - 21:00 | 同時フルネット               |
| 佐賀県         | サガテレビ（STS）         | フジテレビ系列                               | 土曜 20:00 - 21:00 | 同時フルネット               |
| 熊本県         | テレビくまもと（TKU）     | フジテレビ系列                               | 土曜 20:00 - 21:00 | 同時フルネット               |
| 鹿児島県       | 鹿児島テレビ（KTS）       | フジテレビ系列                               | 土曜 20:00 - 21:00 | 同時フルネット               |
| 北海道         | 北海道文化放送（uhb）     | フジテレビ系列                               | 土曜 20:00 - 20:54 | 同時ネット （20:54飛び降り） |
| 宮城県         | 仙台放送（OX）            | フジテレビ系列                               | 土曜 20:00 - 20:54 | 同時ネット （20:54飛び降り） |
| 山形県         | さくらんぼテレビ（SAY）   | フジテレビ系列                               | 土曜 20:00 - 20:54 | 同時ネット （20:54飛び降り） |
| 福島県         | 福島テレビ（FTV）         | フジテレビ系列                               | 土曜 20:00 - 20:54 | 同時ネット （20:54飛び降り） |
| 新潟県         | NST新潟総合テレビ（NST）  | フジテレビ系列                               | 土曜 20:00 - 20:54 | 同時ネット （20:54飛び降り） |
| 長野県         | 長野放送（NBS）           | フジテレビ系列                               | 土曜 20:00 - 20:54 | 同時ネット （20:54飛び降り） |
| 静岡県         | テレビ静岡（SUT）         | フジテレビ系列                               | 土曜 20:00 - 20:54 | 同時ネット （20:54飛び降り） |
| 中京広域圏     | 東海テレビ（THK）         | フジテレビ系列                               | 土曜 20:00 - 20:54 | 同時ネット （20:54飛び降り） |
| 富山県         | 富山テレビ（BBT）         | フジテレビ系列                               | 土曜 20:00 - 20:54 | 同時ネット （20:54飛び降り） |
| 石川県         | 石川テレビ（ITC）         | フジテレビ系列                               | 土曜 20:00 - 20:54 | 同時ネット （20:54飛び降り） |
| 福井県         | 福井テレビ（FTB）         | フジテレビ系列                               | 土曜 20:00 - 20:54 | 同時ネット （20:54飛び降り） |
| 近畿広域圏     | 関西テレビ（KTV）         | フジテレビ系列                               | 土曜 20:00 - 20:54 | 同時ネット （20:54飛び降り） |
| 愛媛県         | テレビ愛媛（EBC）         | フジテレビ系列                               | 土曜 20:00 - 20:54 | 同時ネット （20:54飛び降り） |
| 高知県         | 高知さんさんテレビ（KSS） | フジテレビ系列                               | 土曜 20:00 - 20:54 | 同時ネット （20:54飛び降り） |
| 長崎県         | テレビ長崎（KTN）         | フジテレビ系列                               | 土曜 20:00 - 20:54 | 同時ネット （20:54飛び降り） |
| 沖縄県         | 沖縄テレビ（OTV）         | フジテレビ系列                               | 土曜 20:00 - 20:54 | 同時ネット （20:54飛び降り） |
| 宮崎県         | テレビ宮崎（UMK）         | フジテレビ系列 日本テレビ系列 テレビ朝日系列 | 土曜 20:00 - 20:54 | 同時ネット （20:54飛び降り） |

- 18:30 - 19:00枠はローカルセールス枠のため、18:30開始の2時間半スペシャルの場合、フジテレビ系列各局で編成の都合により番組開始30分後に飛び乗りする場合もある[注 22]。
- 前番組『芸能人が本気で考えた!ドッキリGP』（土曜19時台へ移動）と同様に番組末尾6分はローカルセールス枠のため、フジテレビ系列各局で編成の都合によりフジテレビ以外のフルネット局は臨時で番組終了6分前で飛び降り、番組末尾6分を除く同時ネット局が臨時フルネットで放送する場合もある（スペシャル版も同様）[注 22]。

## スタッフ

### レギュラー版
レギュラー版から参加→※
- 構成：樅野太紀[注 23]、竹村武司、興津豪乃、大井洋一、久馬歩、狩野孝彦（竹村～狩野→※）
- TP：馬塲義土（フジテレビ、※）
- SW：宮崎健司、小川利行（共に※）
- CAM：森内一行、小出豊、新美高志（小出・新美→※）
- VE：山下将平、青木拓哉（共に※）
- AUD：松原瑞貴、高宮哲郎（高宮→※）
- LD：堀田耕二（※）
- TM：橋本雄司（※）
- ドローン︰畔上広行（※）
- 美術プロデューサー：平井秀樹（フジテレビ／フジアール、パイロット版は美術制作）
- デザイン：永井達也（フジテレビ／フジアール）
- アートコーディネーター：徳永法子・小出真和（フジアール、小出→※）
- 大道具：裏隠居徹
- 大道具操作：柏木優輝、石橋星香（石橋→※）
- アクリル装飾：堀内重彰（※）
- アートフレーム：坂脇伸吾、井滝健治（共に※）
- 特殊装置：桑島亮太
- 特殊装置操作：加藤直（パイロット版は植木装飾）
- 植木装飾：小笠原了平
- 装飾：高祖朋代
- ファイバーワーク：中川祐花（※）
- 視覚効果：倉谷美奈絵
- 衣裳：林春来
- 持道具：若林瑞帆
- メイク：大高里絵（※）
- かつら：寒郡千恵
- 編集：井上真一、吉川豪（吉川→※）
- ミキサー：足達健太郎、小林由愛子（小林→※）
- 音楽制作：犬も食わねぇよ。（※）
- 音効：松長芳樹（デジタルサーカス）
- TK：髙木美紀、色摩涼（共に※）
- 広報：藏内彩季子（フジテレビ、※）
- ナレーター：銀河万丈、垂木勉（共に※、垂木は『賭博黙示録! バカイジ』のみ）ほか
- 技術協力：ニューテレス、fmt、Eno STUDIO、casinodrive、東京オフラインセンター（東京オフライン→※）
- CG：The King Maker
- 制作協力：吉本興業、メディアプルポ（共に※）
- AP：大美賀将行（※）
- デスク：三重野香苗（※）
- 制作進行：菅谷美香、羽野早織（共に※）
- FD：藤本辰倫（※）
- special thanks：渡辺琢（フジテレビ、※）
- ディレクター：杉野幹典・千葉悠矢（フジテレビ）、中西正太（シオプロ）、久世恵太（よしもとブロードエンタテインメント）、廣井敦、水主惟弘（BEE BRAIN）、楠田健太（ガスコイン・カンパニー）、金井克仁（イースト・ファクトリー→イースト）、中陳陽太、田端裕一、吉村直暢（メディアプルポ）、梅澤慶光（VIVIA→フジテレビ）、飛田将斗（フジテレビ）、林成美、三浦慎平、髙橋菖・原武範（PLATFORM）（中西以降→※、金井→一時離脱→復帰、林〜髙橋→以前はFD）
- プロデューサー：八木未果子（※、以前はAP）、田岸宏一（クロスエイト）、馬場哉（メディアプルポ、※）、世継栄太・谷藤初美（吉本興業、共に※）
- 演出︰東上床直樹（TOCO102 Co.,LTD、以前はディレクター、※）
- 総合演出：田中良樹（フジテレビ、以前はディレクター→演出）
- チーフプロデューサー：矢﨑裕明（フジテレビ）
- 制作：フジテレビスタジオ戦略本部第3スタジオ（2022年6月まで制作センター第二制作室、2022年7月-2024年6月まで編成制作局バラエティー制作センター→編成総局バラエティ制作局バラエティ制作センター）
- 制作著作：フジテレビ

### 過去のスタッフ
レギュラー版
- 制作：中嶋優一（フジテレビ）
- 構成：安部裕之、白武ときお、押見泰憲、星野佳人
- TP：児玉洋（フジテレビ）
- LD：安藤雄郎（パイロット版はLT）
- アートコーディネーター：椛田学（フジアール）
- アクリル装飾：桃原皐月、田形渚
- メイク：大友麻衣子
- 音楽制作：ヒャダイン[注 24]
- 協力：秋山メカステージ
- CG：森三平（以前は協力）
- 広報：山本麻未子・瀬川ネリ（フジテレビ）
- 制作協力：アール
- デスク：藤田冴子、植林茜
- 制作進行：藤原麻衣
- FD：若狭聡司、鳥越賢太郎
- ディレクター：柿沼嘉成、高山倖典、市村智哉（アズバーズ）、塩澤駿介、一場輝、平野正貴、安井啓太、柴田尚輝・片岡新己留（フジテレビ、柴田→以前はFD→一時離脱）
- プロデューサー：大川友也・山崎貴博・上野貴央（フジテレビ）、嘉多山憲嗣・野田雄司・工藤祥平（吉本興業）、川島典子・杉原亮一（アール、共に※、杉原→不定期）
- 演出：中嶋亮介（アール）[注 25]
- 総合演出：木月洋介（フジテレビ）

パイロット版
- 構成：酒井義文、谷口マサヒト
- VE：土井理沙
- LT：川田敦史
- TK：星美香（TBG）
- 協力：LOGOS
- 広報：原寛之（フジテレビ）
- デスク：高橋沙織
- ディレクター：大村昂平（フジテレビ）

## 番組収録中の骨折事故
- フジテレビは2022年8月23日、同月21日に山梨県内で行われた番組収録で、ゲストの武田真治が屋内プールに設置された遊具の頂上からプールに飛び込んだ際に底に右足をつき、右足踵骨を骨折したと発表した。

同局は「事態を重く受け止め、今後はより一層、番組制作上の安全管理に万全を期してまいります」とコメントした。